# P・チダンバラム
P・チダンバラム（ப. சிதம்பரம் : P. Chidambaram ; チダンバラム・パラニヤッパン、パラニヤッパンは父名。சிதம்பரம் பலனியப்பன் : Chidambaram Palaniyappan）は、タミル人の政治家、弁護士。インド政府の財務大臣を務めた。

## 生涯

### 出自及び学歴
インドのタミル・ナードゥ州シヴァガンガイ県カーナードゥカーッターンにて、1945年9月16日に生まれた。
マドラス大学を卒業して科学学士号（B.Sc.）および法学学士号（B.L.）を取得し、ハーバード大学にて経営学修士号（M.B.A.）を取得した。

### 政治家としての経歴
左翼政治家として出発し、1984年にタミル・ナードゥ州のシヴァガンガイ選挙区からインド下院選挙に出馬して初当選。
ラジーヴ・ガンディー政権のもと、1985年から1989年の間、タミル・ナードゥ州内閣の商業担当相として、国民会議派による経済改革に参画した。1991年から1996年には、ナラシンハ・ラーオ政権のもとで再びタミル・ナードゥ州内閣の商業担当相となった。
1996年、国民会議派が全インド・アンナー・ドラーヴィダ進歩同盟と連携するにあたって同党から離脱し、統一戦線に参加したタミル州国民会議に参じ、1998年までインド財務大臣を務めた。
2001年、タミル州国民会議派を離脱し、独自の政党国民会議民主党を組織する。その後同党はインド国民会議派に吸収され、2004年連邦下院選挙ではチダンバラムはインド国民会議派の有力候補となって、シヴァガンガイ選挙区から当選した。
2004年より、マンモハン・シン首相が率いるインド国民会議派を中心とした統一進歩同盟政権の一員として財務大臣を務める。2008年、ムンバイでの連続テロ事件の後、内務大臣に横滑りした。その後、2012年にプラナブ・ムカルジー財務大臣が大統領に就任したことにともない、財務大臣に復帰した。

## 家庭 親族
- 妻：C・ナーリニー（C. Nalini ; ナーリニー・チダンバラム）
- 息子：C・カールッティケーヤン（C. Karthik ; カールッティケーヤン・チダンバラム）
- 義理の娘：C・シュリーニーティ（C・Srinithi ; シュリーニーティ・チダンバラム）